# Чандраян-2
Чандраян-2 — друга місія Індії з дослідження Місяця після Чандраян-1. Розробником є Індійська організація космічних досліджень, запуск місії до Місяця здійснено ракетою-носієм GSLV. Місія складається з орбітального апарата, спускного апарата і місяцехода, всі три апарати розроблені Індією. Запуск планувалося здійснити у квітні 2018 року, але він був перенесений на рік та здійснено 22 липня 2019 року.
Відповідно до ІОКДР місія має випробувати різноманітні нові технології і провести нові експерименти. Колісний місяцехід має подорожувати місячною поверхнею і здійснити хімічні вимірювання. Планувалось, що дані, отримані від ровера, мали транслюватись через орбітальний апарат Чандраян-2.
6 вересня 2019 під час посадки на Місяць спускного апарату, зв'язок з ним було втрачено. Орбітальний апарат Чандраян-2 продовжить роботу на місячній орбіті протягом майже року.

## Історія
Первісно передбачалась співпраця з Російським космічним агентством. Однак, після невдачі з апаратом Фобос-Ґрунт у 2011 році, Роскосмос висунув кілька додаткових умов, в тому числі і до маси місяцехода, після чого Індія вирішила запускати апарат самостійно, а старт було перенесено з 2013 року на квітень 2018.. Для запуску апарату Індія планує використовувати власну ракету-носій GSLV.

## Конструкція
Запуск місії був запланований з космодрому імені Сатіша Дхавана, який розташований на острові Шрихарикота за допомогою ракети-носія GSLV, маса станції — 3250 кг. На лютий 2018 року місія коштувала 123.3 млн дол.

### Орбітальний апарат
Орбітальний апарат має досліджувати Місяць з висоти 100 км. Апарат матиме п'ять наукових інструментів. Три нових і дві покращені версії інструментів, які були встановлені на Чандраян-1. Приблизна маса — 1400 кг. Камера високої роздільної здатності орбітального апарата здійснить картографування посадкового майданчика до відділення спускного апарату. Були допрацьовані інтерфейси між орбітальним апаратом і ракетою-носієм GSLV Mk II.

### Спускний апарат
| Підсистема            | Кількість | Маса (кг) | Потужність (Вт) |
| --------------------- | --------- | --------- | --------------- |
| СІН                   | 1         | 20        | 100             |
| Зоряний датчик        | 2         | 6         | 15              |
| Альтиметр             | 2         | 1.5       | 8               |
| Спідометр             | 2         | 1.5       | 8               |
| Сенсор фотографування | 2         | 2         | 5               |

На відміну від зонду Moon Impact Probe (Чандраян-1), який було зіткнено з поверхнею Місяця, спускний апарат Чандраян-2 здійснить м'яку посадку, щоб дати змогу розпочати роботу місяцехода. Спускна платформа не здійснюватиме жодних наукових дослідів. Приблизна її маса разом з ровером — 1250 кг. На ранніх стадіях проєкту спускна платформа мала бути розроблена Росією разом з Індією, пізніше робота над спускним апаратом здійснювалась лише Індією. Перша фазу розробки спускного апарата завершено у 2013 році в Центрі космічних засобів у Ахмедабаді.
Команда інженерів розробила технологію здійснення м'якої посадки апарата, а також пов'язані з нею технології. Серед цих технологій — камера великої роздільної здатності, навігаційна камера, камера запобігання небезпеки, головний двигун з тягою 800 Н з двигунами орієнтації, альтиметр, спідометр, акселерометр і програмне забезпечення, необхідне для роботи цих пристроїв.Головний двигун успішно пройшов випробування тривалістю 513 с, тести датчиків і інших компонентів заплановані на середину 2016 року.Наземні і повітряні тести інженерної моделі спускного апарата розпочались у жовтні 2016 року у штаті Карнатака. ІОКДР створила 10 кратерів на поверхні для тестування здатності систем визначати посадковий майданчик.

### Місяцехід
Маса ровера складатиме приблизно 20 кг і матиме сонячні панелі Ровер пересуватиметься по місячній поверхні на колесах і здійснюватиме хімічний аналіз зразків, після чого отримані дані будуть передані на орбітальний апарат і далі на Землю.
Спочатку планувалось, що місяцехід буде спроєктований Росією і збудований у Індії. Однак, Росія вийшла з проєкту і було вирішено проєктувати і будувати ровер власними потужностями. Індійський технологічний інститут у Канпурі розробить три підсистеми, які забезпечать мобільність:
- Стереоскопічна 3-D камера — забезпечить контроль командою ровера у 3-D огляді оточуючої місцевості;
- Кінематичний контроль тяги — дозволить роверу долати грубу місцевість місяця за допомогою незалежного керування на чотирьох колесах;
- Контроль та динаміка двигуна — ровер матиме шість коліс, кожне матиме електромотор. Чотири колеса також матимуть незалежне керування. Загалом для руху та керування будуть використовуватися 10 електродвигунів.

## Корисне навантаження
ІОКДР повідомила про п'ять наукових приладів для орбітального апарата і два для ровера. Було заявлено, що НАСА і ЄКА матимуть змогу долучитись до проєкту за допомогою наукових інструментів, проте пізніше було повідомлено, що через зменшення ваги всієї місії, команда не матиме змоги додати наукові інструменти ЄКА і НАСА.
Орбітальний апарат
- Рентгенівський спектрометр і рентгенівська камера для зйомки важливих елементів на поверхні Місяця[19].
- Радар із синтезованою апертурою L і S-діапазону для зондування місячної поверхні на присутність різних складових, таких як лід. Передбачається, що радар виявить лід на затемненій частині Місяця[19].
- ІЧ-спектрометр для картографування місячної поверхні та вивчення мінералів, водяних молекул і присутності гідроксилу[19].
- Масс-спектрометр нейтральних часток для детального вивчення екзосфери Місяця[19].
- Камера фотографування поверхні для створення 3D-мапи поверхні на присутність мінералів і вивчення геології[19].

Спускний апарат
- Спускний апарат для вимірювання землетрусів біля місця посадки[2][29].
- Термо-датчик для вимірювань температури поверхні Місяця[2].
- Зонд Ленгмюра для вимірювання щільності і типів плазми на поверхні[2].
- Радіо-експеримент з вимірювання повного вмісту електронів[2].

Місяцехід
- Лазерно-іскровий емісійний спектрометр[19].
- Рентгенівський спектрометр альфа-частинок.

## Хід місії
- Успішний запуск здійснено 22 липня 2019 року.
- 20 серпня 2019 року апарат вийшов на орбіту Місяця.
- 6 вересня 2019 року під час спроби посадки на поверхню Місяця спускного апарата, приблизно за 2,1 км від поверхні відбувся збій і зв'язок із ним було втрачено[30].